# Massacre de Sapopemba
O tiroteio na Escola Estadual Sapopemba foi um tiroteio escolar ocorrido na Escola Estadual de Sapopemba, localizada no distrito de Sapopemba, zona leste de São Paulo, no dia 23 de outubro de 2023. Por volta das 7:20 da manhã, o atirador, um homem de 16 anos vestindo o uniforme da escola, atirou em três estudantes femininas, atingindo uma fatalmente. Um quarto estudante teve ferimentos em suas mãos ao tentar fugir da escola. O suspeito então entregou seu revólver para uma professora, antes de se render à Polícia Militar.

## Tiroteio
Na manhã de segunda-feira, às 7h20, um estudante de 16 anos, armado com um revólver calibre 38, entrou na Escola Estadual Sapopemba, localizada no bairro do mesmo nome, na Cidade de São Paulo. O atirador se dirigiu às escadas da escola, onde atirou a queima de roupa na nuca da aluna, Giovanna Bezerra, 17, enquanto ela descia as escadas. Após ser baleada, Bezerra caiu os degraus, desacordada, e depois foi encontrada por uma funcionária que rapidamente correu para buscar ajuda. 
Após o tiro, o atirador escapou imediatamente das escadas. E depois foi para uma das salas, onde atirou e feriu levemente duas alunas de 15 anos nas regiões da clavícula e a outra no tórax, mas nenhuma das duas foi atingida em nenhum órgão vital.
Após o ataque, o atirador saiu da sala e, mais tarde, se rendeu às autoridades, quando elas foram acionadas, por volta das 7h30. Que apreenderam o revólver do atirador e depois o prenderam, levando-o para o 70º Distrito Policial. Antes do atirador ser preso, uma coordenadora conseguiu conter e segurar o atirador até a chegada da Polícia Militar.
No ataque, quatro tiros foram disparados. O atirador não tinha relação com as vítimas atingidas e os tiros foram disparados aleatoriamente. Um quarto aluno de 18 anos se feriu ao machucar as mãos tentando fugir da escola.

## Autor
O atirador, de 16 anos, foi identificado como um aluno homossexual que foi alvo de agressões por parte dos estudantes em sala de aula. Em abril de 2023, a mãe de atirador havia feito uma queixa e feito um B. O., por conta das agressões na escola feitas pelas meninas da instituição. O atirador havia ameaçado aos colegas que pretendia cometer o atentado, semanas antes do ataque. Ele também foi instruído e incentivado a cometer o ataque por membros de um grupo do aplicativo Discord, onde Oliveira participava.

## Vítimas
Quatro alunos foram feridos e levados ao Pronto Socorro de Sapopemba. Entre os alunos feridos, Giovanna Bezerra da Silva, 17, baleada na nuca, morreu mais tarde no hospital. Duas alunas de 15 anos foram baleadas na clavícula e outra no tórax, ficando levemente feridas. Um quarto aluno, um rapaz de 18 anos, machucou as mãos durante a fuga. Bezerra foi velada no Cemitério Nossa Senhora de Carmo, no dia seguinte ao ataque. A aluna baleada no abdômen, que fazia 16 anos no dia 25, recebeu alta no mesmo dia do ataque por volta das 11h20. A segunda aluna de 15 anos, baleada na clavícula, recebeu alta dois dias após o ataque, enquanto o aluno de 18 anos que machucou as mãos recebeu alta no mesmo dia.

## Consequências
Após o ataque, o atirador teve seu revólver e celular apreendidos. No celular do atirador, os investigadores descobriram que o estudante participava de um grupo chamado Discord, no qual integrantes do grupo instruíam e incentivavam o estudante a cometer o ataque, além de incentivar o estudante a fazer coisas erradas no Discord. As conversas do grupo ficaram em posse da Polícia Civil de São Paulo e do Laboratório de Crimes Cibernéticos do Ministério da Justiça. Buscas e apreensões dentro e fora do Brasil, incluindo um jovem de 17 anos detido em Portugal, em maio de 2024, suspeito de ter ajudado o estudante a cometer o ataque. Ou um jovem de 15 anos, morador de Jucás, Ceará. Que foi denunciado por estar envolvido no ataque.
As aulas na Escola Estadual Sapopemba retornaram em 6 de novembro com a presença de psicólogos e seguranças, com atividades de acolhimento na instituição. Um mês após o ataque, estudantes e pais homenagearam Giovanna Bezerra, na frente da escola, os manifestantes vestiram uma camiseta com uma foto de Bezerra, com a frase “para sempre em nossos corações”. A roupa foi encomendada por colegas da menina para homenageá-la.
O pai do atirador, o motoboy Marcos Tucci, foi indiciado por posse irregular de arma e omissão de cautela, já que a arma utilizada no crime era dele e foi comprada em 1994.

## Reações
Após o ataque, o presidente, Luiz Inácio Lula da Silva, lamentou o ataque e comentou: "não podemos normalizar armas acessíveis". "Recebi com muita tristeza a notícia do ataque na Escola Estadual Sapopemba, Zona Leste de São Paulo." Meus sentimentos aos familiares da jovem assassinada e dos estudantes feridos."
Ministro da Educação afirmou que o crime é "profundamente lamentável". Camilo Santana escreveu nas suas redes sociais: "Meus sentimentos aos familiares e amigos das vítimas desse episódio de violência na Escola Estadual Sapopemba, zona leste de São Paulo." Um fato profundamente lamentável, inaceitável, que entristece a todos nós.
O governador de São Paulo, Tarcísio Freitas (Republicanos), se manifestou, comentando: “Não estamos sendo capazes, não chegamos no que é o ideal. Temos que pensar no futuro da rede, das crianças, dos pais, que precisam ter a confiança, a segurança de deixar seus filhos nas escolas e saber que vão voltar com sua integridade física. O sentimento que fica, além de tristeza, é de frustração, incapacidade, impotência em lidar com esse tipo de situação”, diz Freitas.
O ministro da Justiça, Flávio Dino, declarou em suas redes sociais e anunciou medidas após o ataque: “Solidariedade às vítimas, suas famílias e à comunidade da escola estadual de São Paulo, alvo de ataque com arma de fogo”. De acordo com o ministro, o Laboratório de Crimes Cibernéticos do Ministério da Justiça foi acionado para auxiliar a polícia paulista a “aprofundar as investigações”.
O prefeito de São Paulo, Ricardo Nunes (MDB), se solidarizou com as vítimas. “Meus sentimentos aos amigos e familiares neste momento de dor. Torço pela pronta recuperação dos feridos socorridos ao hospital do bairro (…) Estou em contato com o Estado para oferecer o suporte necessário”, escreveu o prefeito.
O secretário de Segurança de São Paulo, Guilherme Derrite, também se manifestou e afirmou que mobiliza esforços “para dar o apoio necessário à comunidade escolar que vive esse dia de luto”.